# Naïma Talani
Naïma Talani (* 21. März 1991 in Mont-Saint-Aignan, Département Seine-Maritime, Region Haute-Normandie, Frankreich) ist eine marokkanisch-französische Fußballspielerin.

## Karriere

### Vereine
Talani startete ihre Karriere beim Mont Saint Aignan FC und wechselte 2006/2007 zum Football Union Sportive et Culturelle Bois Guillaume. Nach ihrer ersten Seniorensaison wechselte sie zum FC Rouen in die Championnat de France de football féminin D3, mit dem sie 2007/2008 in die Division 2 Féminine aufstieg. Nach 121 Spielen für Rouen wechselte sie im Winter 2014 für ein halbes Jahr auf Leihbasis zum FC Flers in die Championnat Interrégional. Nach der Vizemeisterschaft der Championnat Interrégional Groupe F und den dadurch knapp verpassten Aufstieg in die Ligue régionale de football kehrte sie zum FC Rouen zurück. Talani spielte in der Saison 2014/2015 lediglich 8 Spiele für Rouen und wechselte zur Saison 2015/2016 zum Liga-Rivalen FC Val d’Orge Féminin. Sie kam verletzungsbedingt nur auf einen einzigen Einsatz, am 13. September 2015 gegen den Arras Football Club Féminin und pausierte daher in der Saison 2016/2017. Im Sommer 2017 kehrte sie zum FC Rouen zurück.

### Nationalmannschaft
Talani wurde 2011 erstmals in die Marokkanische Fußballnationalmannschaft der Frauen berufen und feierte ihr Debüt am 26. Mai 2012 gegen die Senegalesische Fußballnationalmannschaft der Frauen im Complexe Sportif Prince Moulay Hassan in Rabat.